# Фата Егановић
Фата Егановић (Шабац, 1991) српска је књижевница.

## Биографија
До поласка у први разред основне школе са родитељима живела је у Грчкој. Основно и средње образовање је завршила у родном граду. По завршетку основних и мастер студија Филозофског факултета у Новом Саду, на одсеку за српску књижевност и језик стиче звање дипломирани филолог. Почиње рано да се бави поезијом и аутор је више стручних радова. Пише есеје, приказе и књижевну критику, објављује у периодици. Баци се превођењем и лектуром.
Српски дечији писац Тоде Николетић у предговору за збирку песама Крило Фату Егановић описао је како „Својом песничком имагинацијом, Фата Егановић наставља тамо где је стао Драинац, започео Антић, и истрајао Црњански”.
Песма под називом „Белина” заступљена је у радној свесци за осми разред основне школе (у оквиру вежбања дикције и логичког акцента) издавача Логос из Београда, 2010.

## Дела
Књиге
- Крило, збирка песама, Витез Београд, 2006.[4]
- Помози да река тече, збирка песама, Витез Београд, 2010.[3]

Чланци
- Двострука трагичност лика Хасанагинице у драми Љубомира Симовића, 2017.[5]
- Старо време, ново време и митско време уприповеци "Кир Герас" Сте[а]вана Сремца, 2018.[6]
- Aurea aetas у драмама Марина Држића, 2020.[7]